# Валентин Пикул
Валентин Пѝкул (на руски: Валентин Пикуль) е изтъкнат руски (съветски) писател на бестселъри в жанра исторически и военноморски роман.

## Биография и творчество
Валентин Савич Пѝкул е роден на 13 юли 1928 г. в Ленинград, РСФСР, СССР, в семейството на матрос (впоследствие корабен инженер), произхождащ от род на земеделци от село Кагарлък, Украйна. От баба си по майка, Василиса Капенина, е приел любовта си към „великия, удивителен и красив руски език“. Отраства в родното място на баща си.
При избухването на Великата отечествена война баща му заминава като доброволец в морската пехота. Бил е батальонен комисар в Северо-Беломорската военна флотилия. Официално се смята за изчезнал безследно по време на Сталинградската битка, предполага се, че е загинал в боя за Дома на пионерите.
През 1940 г. семейството отива в Ленинград, където прекарват блокадата на града през зимата на 1941/1942 г. През 1942 г. по тайния „Път на живота“ са евакуирани в Архангелск. На 14-ия си рожден ден бяга от къщи и се записва в училище за юнги на Соловецките острови. През 1943 г. е изпратен да служи на ескадрения миноносец „Грозни“, който конвоира съветски, английски и американски кервани, осигуряващи доставки по ленд-лийза. След демобилизацията през 1946 г. учи за кратко в Ленинградското подготвително военноморско училище.
Работи на различни места, включително като началник отделение във водолазен отряд, а после в пожарна част. Заради недостатъчното си образование учи самостоятелно, събира уникална домашна библиотека, достигнала впоследствие до 11 000 тома, и решава да стане писател, като започва да посещава литературен кръжок. Става член на Дружеството на младите писатели с ръководител Всеволод Рождественски.
Първите му публикувани произведения са разказите „На берегу“ и „Женьшень“ в алманаха „Младият Ленинград“ през 1950 г.
След няколкогодишна работа през 1954 г. е публикуван първият му роман, „Океански патрул“, който има голям успех. Заради него той е приет по-късно в Съюза на писателите.
През 1962 г., заради разногласия с някои литературни дейци, се премества да живее в Рига.
Продължава да пише неуморно и през следващите години – ежедневно по 16 – 18 часа, без почивка и празници. Историческата му проза се ползва с голяма популярност в Русия и зад граница. Тя е характерна с истински патриотизъм и изявена гордост от историята на отечеството му. Става любим писател на морския флот и за произведенията си на морска тематика е титулуван като „адмирал на руската маринистика“.
През 1979 г. започва публикация на романа му „Нечиста сила“. Имайки антимасонски характер, той се разминава с официалната пропаганда, обвинен е в антисемитизъм, и срещу него започват преследвания, заплахи и даже е бил пребит. Романът е издаден в пълен тираж едва в 1991 г. и за него писателят е удостоен посмъртно с наградата „Шолохов“.
Освен романи Пикул написва и 168 повести – исторически миниатюри. Всяка от тях е за личност, всеизвестна или често забравена или загубена в простора на руската история, но допринесли с нещо за нея. С тях той възкресява много имена и е един от първите в СССР „реабилитирали“ Александър Колчак – героя от Първата световна война.
По някои оценки общият тираж на произведенията му по света достига до 500 милиона екземпляра. За творчеството си получава приживе два ордена и две премии. Държавната премия „Максим Горки“ (за романа „Крайцерите“) той дарява на пострадалите от земетресението в Армения, а литературната премия на Министерството на отбраната на СССР (за романа „Из тупика“) дарява на болницата в Рига, където се лекуват воините-„афганци“.
През лятото на 1986 г. писателят преживява масивен инфаркт, но продължава упорито да пише. Валентин Пикул умира на 16 юли 1990 г. в Рига, Латвия. Главният му роман, „Сталинград“ („Барбароса“), замислен в 2 тома, остава незавършен, както и други произведения, за които е събрал материали.
На негово име са кръстени кораби от Морския флот на Русия, улици в руски градове, малката планета Пикулия (Т4174) открита през 1982 г., както и учредената награда на Министерството на отбраната на Русия за най-добрите произведения на военно-патриотична тема.

### Критика
Книгите на Пикул често са подлагани и продължават да се подлагат на критика заради неакуратно боравене с историческите документи, за често вулгарния стил на текста. Някои изследователи наричат произведенията му клеветнически и конюнктурни, насочени само да угодят на съветската власт.
Самият Валентин Пикул през живота си е бил много спорна и нееднозначна фигура. Дискусиите за неговия талант и за възгледите му относно историята на Русия продължават десетилетия след смъртта на автора. Сред историците свободното отношение на В. С. Пикул към фактите предизвиква появяването през 2000-те години на шеговития термин „пикуляризация на историята“ (в значението на „белетризация“, както при Дюма).

## Произведения

### Самостоятелни романи
- Океански патрул, Океанский патруль (1954)
- Баязет, Баязет (1961)
- Плевелы (1962)
- Три часа до Париж, Париж на три часа (1962)
- На задворках великой империи (1964 – 1966)
- Из тупика (1968)
- Реквием за кервана PQ – 17, Реквием каравану PQ-17 (1970)
- Моонзунд, Моонзунд (1970)
- С перо и шпага, Пером и шпагой (1972)
- Звезди над блатото, Звёзды над болотом (1972)
- Момчетата с лъкове, Мальчики с бантиками (1974) – автобиографичен
- Думи и дела, Слово и дело (1974 – 1975)
- Битката на железните канцлери, Битва железных канцлеров (1977)
- Богатство, Богатство (1977)
- Нечиста сила, Нечистая сила (1979)
- Трите възрасти на О'Кини сан, Три возраста Окини-сан (1981)
- Фаворитът: Роман-хроника за времената на Екатерина II, Фаворит (1984)
- Всекиму своето, Каждому своё / Под шелест знамен (1983)
- Крайцерите: Роман за живота на един млад мичман, Крейсера (1985)
- Имам честта!, Честь имею! (1986)
- Каторга, Каторга (1987)
- Ступай и не греши (1990)
- Морские миниатюры

Недовършени произведения
- Барбароса, Барбаросса (Том 1 – Площадь павших борцов) (1991)
- Аракчеевщина
- Кучетата на Господа, Псы господни
- Еничари, Янычары
- Мазна, мръсна и продажна, Жирная, грязная и продажная

### Исторически миниатюри
168 броя повести за исторически лица от руската и световната история
От 1990 г. книга на Валентин Пикул не е превеждана на български език.

### Книги за Валентин Пикул
- Валентин Пикуль. Из первых уст – от Антонина Илична Пикул
- Уважаемый Валентин Саввич! – от Антонина Илична Пикул
- Валентин Пикуль. Я мерил жизнь томами книг – сборник от документи, редактор Антонина Илична Пикул
- Живёт страна Пикулия (2006) – от Антонина Илична Пикул
- Валентин Пикул (2007) – от Николай Коняев
- Жизнь и творчество Валентина Пикуля в фотографиях и документах (2008) – фотоалбум

### Екранизации
- 1974 – Юнга Северного флота
- 1987 – Моонзунд
- 1994 – Бульварный роман
- 2003 – Баязет – ТВ сериал
- 2004 – Богатство – ТВ сериал
- 2004 – Конвой PQ-17 – ТВ сериал
- 2005 – Фаворит – ТВ сериал
- 2007 – Пером и шпагой – ТВ сериал